# Yngve Henriksen
Yngve Henriksen, född 1965 i Svolvær, är en norsk-svensk målare och grafiker.
Henriksen studerade vid Grunnutdanning for Billedkunstnere og Kunsthåndverkere i Kabelvåg 1983–1985 och Statens høgskole for kunsthåndverk og design i Bergen 1988–1990. Separat har han ställt ut på bland annat Konstfrämjandet i Karlstad och Örebro, Flaménska Galleriet i Borås, Vågan Kunstsenter i Lofoten, Kongsvinger kunstforening och Galleri Gripen i Karlstad. Han har medverkat i bland annat Höstutställningen på Värmlands museum, Unge Uutablerte Bodø kunstforening, Den Nordnorske Kunstutstilling, Tre unge fra nord på Festspillene i Nordnorge, Nordkalottens Höstsalong i Luleå och Liljevalchs konsthall i Stockholm.
Bland hans offentliga arbeten märks bland annat utsmyckningar för Thon Hotel Lofoten, SAS Hotellet Svalbard, Statoil Snorre A Plattformen, Oslo Tinghus, Kystverket Kabelvåg, Leknes Lufthavn, Universitetet i Tromsø och Centralsjukhuset i Karlstad.
Han har tilldelats Nordland Fylkes Reisestipend 1991, Arcus stipendet 1991, Norsk Kulturråds debutantstøtte 1992 och Statens Reise/Studie Stipend 1993.
Henriksen är representerad vid Värmlands läns landsting, Karlstad kommun, Örebro Kommun, Stockholms läns landsting, Svenska ambassaden Kairo, Göteborg och Bohusläns landsting, Kungälvs kommun, Nordnorsk kunstmuseum, Norsk kulturråd, Troms Fylke, Regionssykehuset i Tromsø, Harstad Kulturhus, Malmöhus läns landsting, Sunne kommun, Narvik Ingeniørhøgskole, Svolvaer faste galleri, Troms Fylkeskommune, Statens Konstråd, Luleå kommun, NRK Nordland, Universitetet i Nordland, Stavanger Universitetssykehus, Universitetssykehuset Tromsø, Moss Tingrett, H.M. Dronning Sonjas Kunstsamling, DNBs Kunstsamlinger, Göteborgs Konstnämnd, Stockholms läns landsting, Uppsala läns landsting, Västmanlands läns landsting, Östersunds kommun, Piteå kommun, Lindesbergs kommun, Drammen Faste Galleri, Skellefteå kommun, Arvika Kommun, Sveriges Television och Värmlands museum.
Han levde under 12 år samman med Lars Lerin.